# Alchemilla parcipila
Alchemilla parcipila es una especie de planta del género Alchemilla, perteneciente a la familia Rosaceae.

## Taxonomía
Alchemilla parcipila fue descrita por Serguéi Yuzepchuk en 1951.

## Distribución
Se encuentra en el territorio de Europa Oriental hasta el sur de Siberia.